# آدام دریوری (بازیکن فوتبال، زاده ۱۹۹۳)
آدام دریوری (انگلیسی: Adam Drury؛ زادهٔ ۹ سپتامبر ۱۹۹۳) بازیکن فوتبال اهل بریتانیا است.
از باشگاه‌هایی که در آن بازی کرده‌است می‌توان به باشگاه فوتبال سنت میرن، باشگاه فوتبال منچستر سیتی، باشگاه فوتبال بارتون آلبیون، باشگاه فوتبال بریستول راورز و باشگاه فوتبال گینزبورو ترینیتی اشاره کرد.